# Американо-бельгійські відносини
Американо-бельгійські відносини — двосторонні відносини між США та Бельгією. Мають дружній характер. Продовжуючи відзначати кооперативні відносини США та Бельгії, 2007 рік ознаменувався 175-ю річницею відносин між країнами.
Згідно з доповіддю про глобальне лідерство США 2012 року, 26 % бельгійців схвалюють лідерство США, з 16 % несхваленням і 58 % невизначеністю.

## Історія

### Історія відносин до Першої світової війни
До 1830 року Бельгія була частиною Голландської республіки, яка колонізувала більшу частину північно-східного узбережжя Північної Америки протягом XVII століття колоніального проекту, багато бельгійців оселилися в тому, що стане Сполученими Штатами протягом 1600-х років.
Під час Американської революційної війни Голландська республіка, а також Бельгія, були союзниками США проти Великої Британії. З тих пір США та Нідерланди залишаються близькими та історичними союзниками. Багато з вищезгаданих бельгійських поселенців в Північній Америці воювали в Континентальній армії під час війни.
У 1830 році Бельгія проголосила незалежність від Сполученого Королівства Нідерландів. Під час Бельгійської революції Франція допомогла Бельгії здобути незалежність. США визнали Бельгію незалежною країною 6 січня 1832 р. Американська легація на чолі з Х'ю С. Легаре прибула до Брюсселя того ж року. США, Велика Британія та інші великі країни вимагали від Бельгії виплатити грошові відшкодування Бельгії за майнові збитки, понесені під час її Революції 1830. Американські купці втратили $151 000. Бельгія зупинилася на роки і нарешті заплатила в 1842 після збільшення погроз з боку Вашингтона про покарання торгівлі.
Більшість рутинної дипломатії і допомоги в торгових питаннях були вирішені заряджаючими в Бельгії: Х'ю С. Легаре, 1832-36; Вергілій Макссі, 1837-42; Генрі Вашингтон Хілліард, 1842-44; і Томас Грін Клемсон, 1844-51.
Багато бельгійців іммігрували до США протягом XIX століття. Сьогодні понад 350 000 жителів Сполучених Штатів Америки вважають себе бельгійськими американцями. Багато з цих бельгійських іммігрантів оселилися в Середньому Заході, таких як Вісконсин і Мічиган.
У 1884 році Леопольд II, король бельгійців, уклав угоду з великими європейськими державами, присутніми на Берлінській конференції, яка проходила між державами, які пізніше брали участь у скремблінгу для Африки. Леопольд переконав колоніальні сили, присутні на конференції, дозволити йому особисто взяти під свій контроль територію, відому як Вільна держава Конго (що включає територію сучасної Демократичної Республіки Конго). Під приватним контролем Леопольда були поширені звірства проти корінних африканців, які жили у Вільній державі Конго. Ці звірства були широко розголошені, жителі Сполучених Штатів були серед найбільш вокальних критиків Леопольда II. Серед критиків були такі відомі американці, як Букер Т. Вашингтон, W.E.B. Дю Бойс, і Марк Твен (який напав на Леопольда безпосередньо в запальному памфлеті під назвою «Соло короля Леопольда»). У 1908 році бельгійський уряд скасував приватне правління Леопольда над Вільною державою Конго і анексував територію, перетворивши Вільну державу Конго на Бельгійське Конго, повноцінну колонію Бельгії.
Американські та бельгійські солдати воювали разом під час облоги Міжнародних Легацій в 1900 році, в рамках більшого боксерського повстання в Китаї (1899—1901).

### Перша світова війна (1914—1918)
Головна стаття: Комісія з допомоги Бельгії
Коли Німеччина вторглася в Бельгію в серпні 1914 року, гірничий інженер і майбутній президент США Герберт Гувер створили допоміжні організації: Комітет допомоги Бельгії (CRB) і Національний комітет допомоги та продовольства. До кінця війни ці організації накопичили чистий надлишок коштів у розмірі 30 мільйонів доларів, який був використаний для поліпшення системи освіти Бельгії. Бренд Вітлок був головним помічником Гувера.
Американська легація в Брюсселі була підвищена до статусу посольства 3 жовтня 1919 року

### Друга світова війна (1939—1945)
Джон Кудахі, багатий представник Вісконсинського м'ясопереробного підприємства, в 1940 році став послом Франкліна Рузвельта в Бельгії. Він розвинув близьку особисту дружбу з королем Леопольдом III. Німеччина змусила його згадати. Він засудив Британію, Францію та США за невиконання плану адекватної оборони. Він став ганьбою для Вашингтона, який був офіційно нейтральним.
США допомогли визволити Бельгію від німецької окупації разом з британськими військами, канадськими військами та членами бельгійського опору. За словами Пітера Лагру, американська політика після того, як нацисти були вигнані зосереджені на створенні політичної стабільності та допомозі військовим операціям союзників. Вашингтон ігнорував запеклі ідеологічні дебати в Бельгії, зосереджуючись на тому, чи був король мудрим чи зрадницьким у стосунках з нацистами. Вашингтон і Лондон були нейтральними щодо королівського питання, але посол США Чарльз Сойєр не довіряв королю і католицьким партіям. Він бачив значні небезпеки для демократії з цих елементів. Тому підтримала лівий коаліційний уряд на чолі з соціалістами.

### Холодна війна (1947—1991)
Бельгія отримала допомогу від Сполучених Штатів через план Маршалла, спрямований на відновлення післявоєнної європейської економіки, хоча бельгійське економічне відновлення передувало плану Маршалла. Бельгія і США були одними з засновників НАТО, Північноатлантичного колективного оборонного альянсу. Бельгія також брала участь в американській місії ООН з відбиття вторгнення Північної Кореї в Південну Корею під час Корейської війни (див. Бельгійське командування ООН).

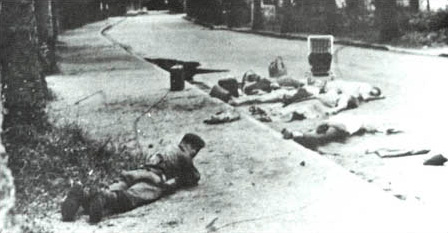
Операція Dragon Rouge

За словами Френка Герітса, Вашингтон використовував дипломатів в посольстві і особливо в установах Інформаційної служби США (USIS) в 1950-х роках для підтримки стратегії холодної війни. Пропаганда USIS вплинула на бельгійську громадську думку, щоб підтримати Сполучені Штати загалом, підтримати НАТО, підтримати корейську війну та сприяти Європейському оборонному співтовариству (EDC).
У 1960 році Бельгійське Конго отримало незалежність від Бельгії як Республіка Конго (сьогодні відома як Демократична Республіка Конго). Як нова незалежна країна впала в громадянську війну під час кризи в Конго, Бельгія і США співпрацювали, щоб змусити радянські зусилля перетворити Конго в комуністичну країну. Як бельгійські, так і американські військові втрутилися, щоб врятувати полонених під час операції Dragon Rouge. Бельгія і Сполучені Штати були в кінцевому підсумку успішними в допомозі деспотичному, антикомуністичному режиму Жозефа-Дезіре Мобуту прийти до влади.

### Після холодної війни (1992 по теперішній час)

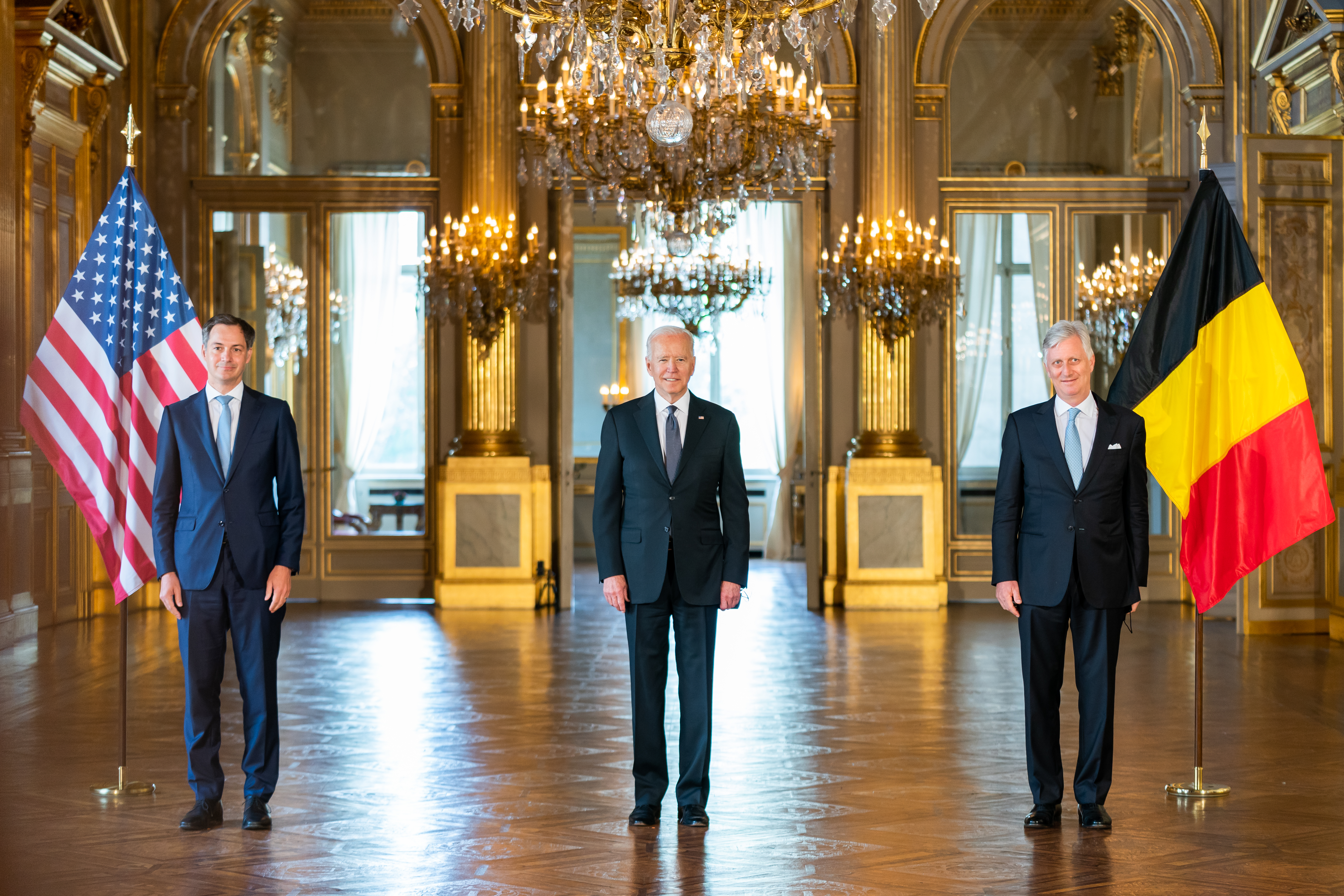
Президент США Джо Байден зустрічається з королем Бельгії Філіпом і прем'єр-міністром Бельгії Олександром Де Кроо в Брюсселі в червні 2021 року.

США цінують бельгійський активізм у міжнародних справах, в тому числі участь у Міжнародних силах сприяння безпеці в Афганістані, його реконструкції та розвитку допомоги Іраку, його миротворчих місій на Балканах і Лівані, його часте забезпечення повітряного підйому в міжнародних кризах, і його проведення 2005 і 2007 трансатлантичних діалогів між європейськими міністрами закордонних справ і державним секретарем. Під час візиту прем'єр-міністра Верхофстадта 17 січня 2006 року, президент Буш подякував йому за «лідерство» в допомозі «народу Конго реалізувати свій потенціал». США продовжують вважати, що Бельгія може бути ще більш активною в поширенні міжнародних проблем безпеки.
Як зовнішня нація, Бельгія тісно співпрацює з США двосторонньо і в міжнародних і регіональних організаціях для заохочення економічного і політичного співробітництва і допомоги країнам, що розвиваються. Бельгія привітала сотні американських фірм на своїй території, багато з яких мають свої європейські штаб-квартири там.

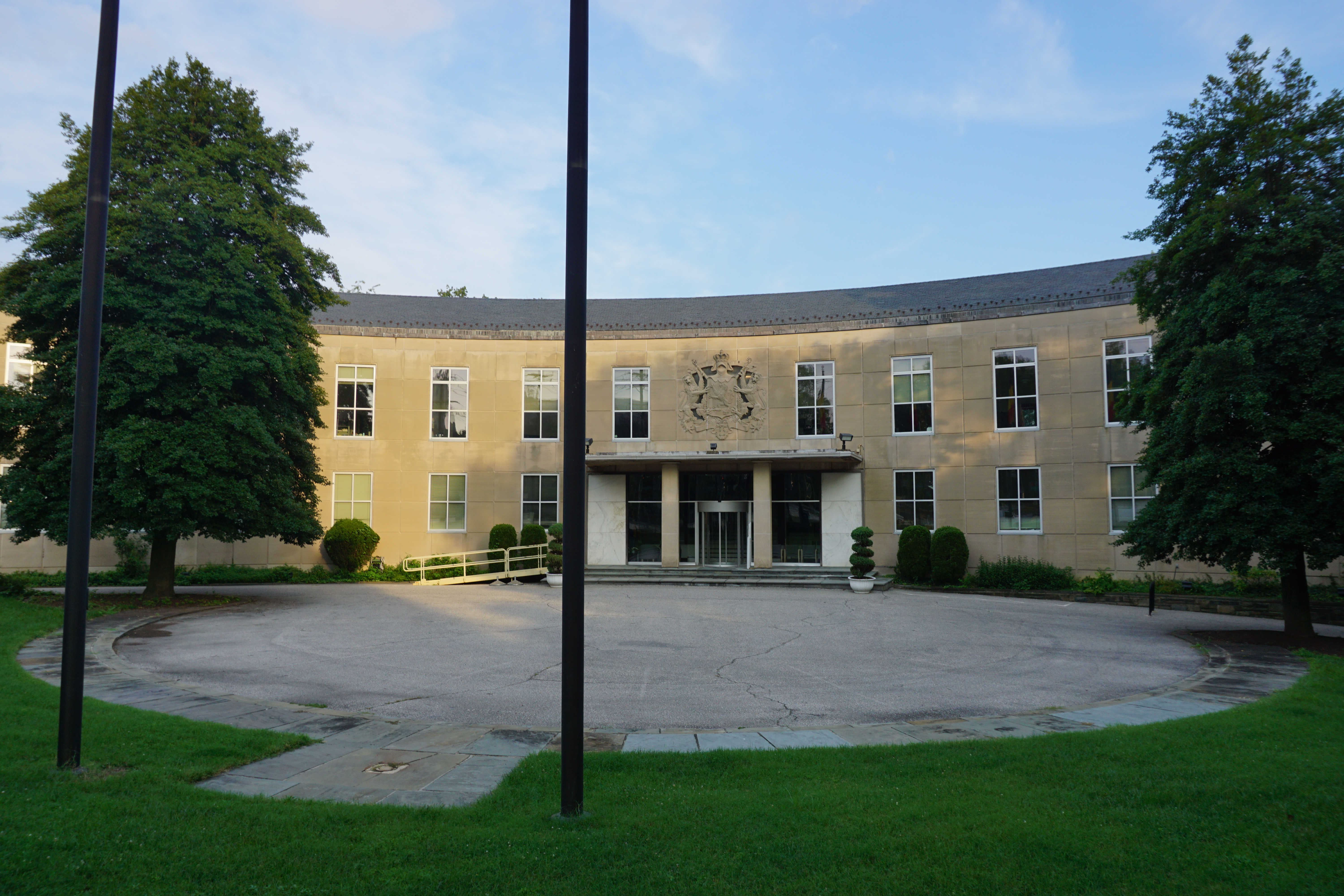
Посольство Бельгії у Вашингтоні

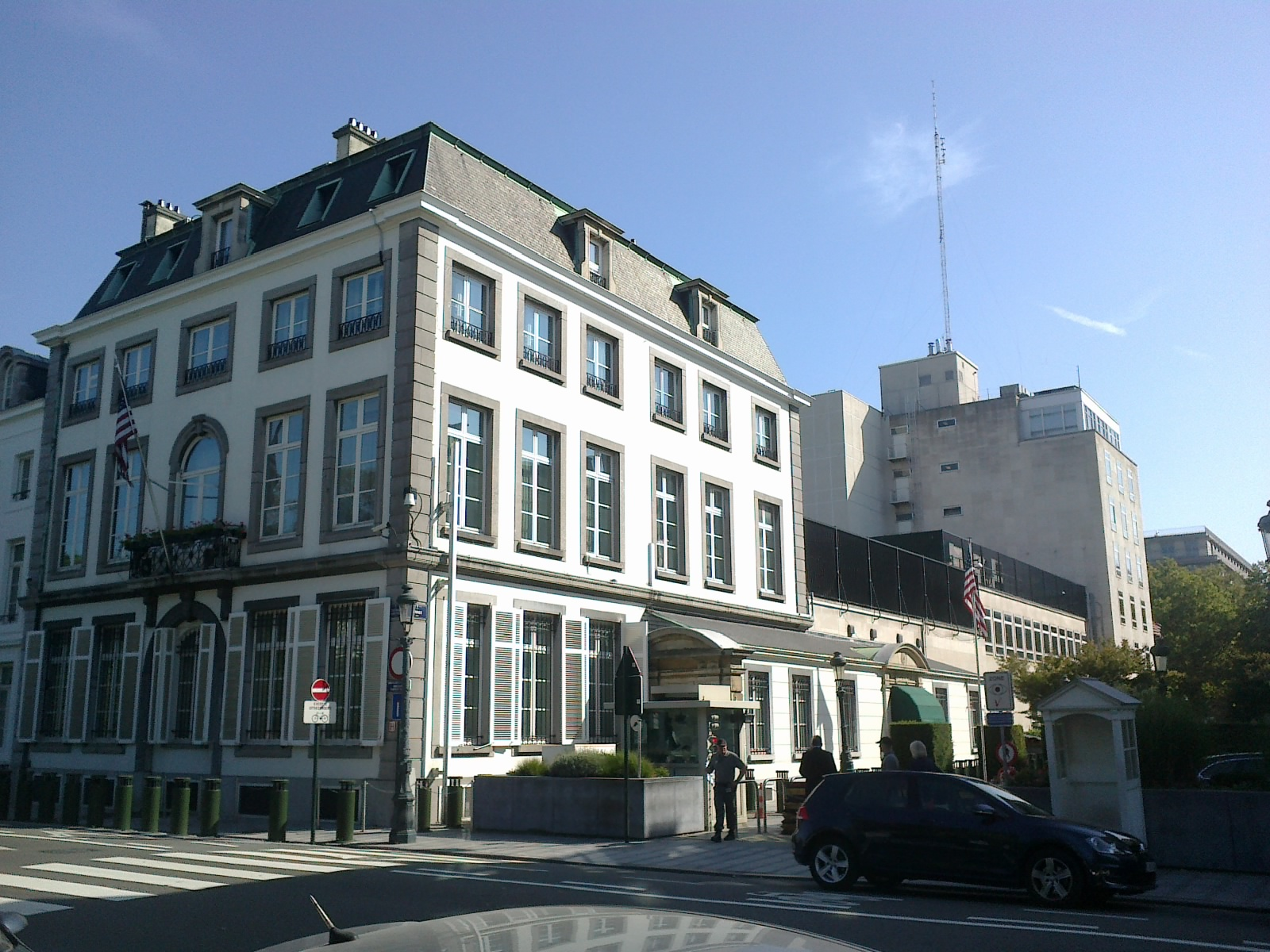
Посольство США в Брюсселі

## Резидентські дипломатичні місії
Посольство Бельгії у Вашингтоні є дипломатичною місією Королівства Бельгія до Сполучених Штатів. Канцелярія розташована за адресою 1430 K Street, північний захід, Вашингтон, округ Колумбія Попереднє місце, яке використовувалося Королівством Бельгія з моменту його будівництва в 1956, в 3330 Гарфілд St. NW, було продано Соціалістичній Республіці В'єтнам в 2019.
Бельгія також має генеральне консульство в Лос-Анджелесі та Нью-Йорку, а також консульство в Атланті. Крім того, кілька громад і регіонів Бельгії також мають дипломатичні представництва в США. Бельгійський посол в США Жан-Артур Régibeau.
США мають посольство в Брюсселі до Бельгії та окремі місії до Європейського Союзу та до НАТО.